# 玉川村 (愛知県東春日井郡)
玉川村（たまがわむら）は、愛知県東春日井郡にかつてあった村である。
現在の春日井市の一部（高蔵寺町・玉野町・気噴町など）に該当する。

## 歴史
- 1878年（明治11年） - 足振村と久木村が合併し、気噴村となる。
- 1880年（明治13年）2月5日 - 春日井郡が東春日井郡と西春日井郡に分割される。この地域は東春日井郡となる。
- 1889年（明治22年）10月1日 - 気噴村、久木村、高蔵寺村、玉野村、外野原村が合併し、玉川村が発足。
- 1906年（明治39年）7月16日 - 不二村、及び雛五村の一部[1]合併し、高蔵寺村が発足。同日玉川村は廃止。